# 張忠 (弘治進士)
張忠（1456年—？），字行恕，山东济南府泰安州人，民籍，明朝政治人物。

## 生平
弘治八年（1495年）乙卯科山東鄉試第七十五名舉人。弘治十二年（1499年）中式己未科會試第一百五名，三甲第六十三名進士。官山西平阳府知府，正德四年（1509年）九月，因侵盗官银，谪戍肅州衛。

## 家族
曾祖张敬之；祖张德川；父张铎。母齊氏。永感下。兄增、崇。弟恂、端。